# キム・ギョンピョ
キム・ギョンピョ（Kyung Pyo Kim、1992年1月29日 - ）は、韓国の男性総合格闘家。Redhorse MMA所属。第3代HEATライト級王者。

## 来歴
高校生の時にテレビで格闘技を見たことをきっかけに強さに憧れ、19歳の頃より韓国の名門MMA STORYで格闘技を始める。
2019年7月28日、HEAT 45でHEATライト級タイトルマッチを行いトム・サントスと対戦し、パウンドで1R TKO勝ちを収め、第3代HEATライト級王者となった。
2022年6月、ROAD to UFCトーナメントに出場。22年6月のトーナメント一回戦で中国のアシカルバイ・ジンエンスビエクと対戦すると1R序盤に左フックでダウンを奪い、パウンド連打でレフェリーストップによるTKO勝ちを収める。10月の準決勝でインドのアンシュル・ジュブリ相手に1-2の僅差の判定で敗れたが、韓国選手特有のフィジカルや気持ちの強さをみせた。

### RIZIN
2023年4月1日、RIZIN初参戦となったRIZIN.41で宇佐美正パトリックと対戦し、リアネイキッドチョークで1R一本勝ち。RIZINデビュー戦を白星で飾り、涙を流した。
2023年11月4日、RIZIN LANDMARK 7でトゥラル・ラギモフと対戦。左右のフックでダウンを奪うとグラウンドパンチで1R秒殺KO勝ち。
2024年2月24日、RIZIN LANDMARK 8で矢地祐介と対戦予定だったが、練習中に左膝の前十字靭帯と後十字靱帯の一部を断裂する負傷により欠場となった。
2024年6月9日、RIZIN.47でスパイク・カーライルと対戦し、3Rにリアネイキッドチョークで一本負けを喫し、キャリア初の一本負けとなった。
2024年11月17日、RIZIN LANDMARK 10で倉本大悟と対戦し、1Rにテイクダウンからのパウンドの連打でTKO勝ち。

## 戦績

### プロ総合格闘技
| 総合格闘技 戦績 | 総合格闘技 戦績 | 総合格闘技 戦績 | 総合格闘技 戦績 | 総合格闘技 戦績 | 総合格闘技 戦績 | 総合格闘技 戦績 |
| --------------- | --------------- | --------------- | --------------- | --------------- | --------------- | --------------- |
| 19 試合         | (T)KO           | 一本            | 判定            | その他          | 引き分け        | 無効試合        |
| 14 勝           | 8               | 4               | 2               | 0               | 0               | 0               |
| 5 敗            | 1               | 1               | 3               | 0               | 0               | 0               |

| 勝敗 | 対戦相手                  | 試合結果                        | 大会名                                 | 開催年月日     |
| ○    | 倉本大悟                  | 1R 3:59 TKO（グラウンドパンチ） | RIZIN LANDMARK 10                      | 2024年11月17日 |
| ×    | スパイク・カーライル      | 3R 1:11 リアネイキッドチョーク  | RIZIN.47                               | 2024年6月9日   |
| ○    | トゥラル・ラギモフ        | 1R 0:21 KO（グラウンドパンチ）  | RIZIN LANDMARK 7                       | 2023年11月4日  |
| ○    | 宇佐美正パトリック        | 1R 3:33 リアネイキッドチョーク  | RIZIN.41                               | 2023年4月1日   |
| ×    | アンシュル・ジュブリ      | 5分3R終了 判定1-2               | Road to UFC: Abudabi                   | 2022年10月23日 |
| ○    | アシケルバイ ジネンシビケ | 1R 0:30 KO (パンチ)             | Road to UFC: Singapore                 | 2022年6月10日  |
| ×    | ティムール・ナギビン      | 1R 4:58 TKO (グラウンドパンチ)  | RCC 10                                 | 2021年12月18日 |
| ○    | シャミル・アミノフ        | 1R 1:40 三角絞め                | UAE Warriors 13                        | 2020年9月25日  |
| ○    | トム・サントス            | 1R 4:32 TKO (グラウンドパンチ)  | HEAT 45 【HEATライト級タイトルマッチ】 | 2019年7月28日  |
| ○    | ヴィトール・トファネリ    | 1R 4:23 アームバー              | AFC 11:Challenge For New Champions     | 2019年4月8日   |
| ○    | 出花崇太郎                | 1R 1:50 TKO (グラウンドパンチ)  | プロフェッショナル修斗 in OSAKA 2018   | 2018年6月17日  |
| ×    | アルマン・ツァルキヤン    | 5分3R終了 判定0-3               | Road FC 043                            | 2017年10月28日 |
| ○    | レッツ豪太                | 5分3R終了 判定2-0               | GLADIATOR 3 in Wakayama                | 2017年3月5日   |
| ×    | パク・デソン              | 5分3R終了 判定1-2               | ROAD FC 035                            | 2016年12月10日 |
| ○    | アリ・デュセノフ          | 1R KO                           | MFP: International Tournament 2016     | 2016年10月8日  |
| ○    | ハオラン・ジエテブシバイ  | 1R 2:00 リアネイキッドチョーク  | ROAD FC 031                            | 2016年5月14日  |
| ○    | 浅見亮                    | 1R 3:35 TKO (グラウンドパンチ)  | THE OUTSIDER 第38戦                    | 2015年12月13日 |
| ○    | チョ・ヨンジュン          | 5分3R終了 判定3-0               | ROAD FC 025                            | 2015年8月22日  |
| ○    | チョン・イルジョン        | 1R 1:39 KO (パンチ)             | ROAD FC 021                            | 2015年2月1日   |

### 試合映像
1. ↑  『【試合映像】宇佐美正パトリック vs. キム・ギョンピョ / Sho Patrick Usami vs. Kyung Pyo Kim』RIZIN公式YouTubeチャンネル、2023年。

### 補足映像
1. ↑  『【番組】RIZIN CONFESSIONS #119（※番組内で試合映像。キム・ギョンピョと宇佐美正パトリックによる試合振り返りドキュメンタリー番組）』RIZIN公式YouTubeチャンネル、2023年。
2. ↑  『【番組】RIZIN CONFESSIONS #153（※番組内で試合映像＆キム・ギョンピョとスパイク・カーライルによる試合振り返りドキュメンタリー番組）』2024年。
3. ↑  『【番組】RIZIN CONFESSIONS #165（※番組内で試合映像＆キム・ギョンピョと倉本大悟による試合振り返りドキュメンタリー番組）』RIZIN公式YouTubeチャンネル、2024年。